# Großsteingrab Sønder Gribskov
Das Großsteingrab Sønder Gribskov ist eine megalithische Grabanlage der jungsteinzeitlichen Nordgruppe der Trichterbecherkultur im Kirchspiel Nødebo in der dänischen Kommune Hillerød.

## Lage
Das Grab liegt östlich von Nødebo und nördlich von Gadevang im Südteil des Waldgebiets Gribskov westlich des Helsingevej. In der näheren Umgebung gibt bzw. gab es mehrere weitere megalithische Grabanlagen. Etwa 140 m nördlich befindet sich das Ganggrab „Mor Gribs Hule“. 1 km südlich liegt das Großsteingrab Gadevang-Huse.

## Forschungsgeschichte
Mitarbeiter des Dänischen Nationalmuseums führten in den Jahren 1886 und 1942 Dokumentationen der Fundstelle durch.

## Beschreibung
Die Anlage dürfte ursprünglich eine Hügelschüttung besessen haben, die aber völlig abgetragen ist. Über ihre Form und Größe liegen keine Angaben vor. Die Grabkammer ist gestört und vermutlich als Dolmen anzusprechen. Es sind noch drei Steine vorhanden: Ein Wandstein im Nordosten, der untere Teil eines gesprengten Wandsteins im Südwesten und ein großer Stein, vermutlich ein Deckstein, im Südosten.